# Fear the Voices
«Fear the Voices» (с англ. — «Бойся голосов») — песня американской гранж-группы Alice in Chains. Песня была записана в 1992 году во время записи альбома Dirt, но в конечном итоге не вошла в альбом. Годами позже песня была выпущена в качестве сингла в бокс-сете Music Bank. Длительность песни составляет 4 минуты 58 секунд.

## История создания
Песня была записана в 1992 году. Группа провела двух-трехнедельную сессию записи саундтрека для фильма Камерона Кроу «Одиночки», но песня не была отобрана для фильма. Во время работы над альбомом Dirt летом 1992 года запись композиции возобновилась. Майк Старр требовал, чтобы продюсер уделял ей много времени, так как хотел заработать после публикации. Запись песни так утомила участников группы и продюсера, что её окрестили «мёртвой мышью Майка Старра». «Это было похоже на то, как ребёнок приносит дохлую мышь в школу и показывает её всем, и он гладит её, и она вся грязная и все такое, и похоже, что никто больше не хочет видеть эту дохлую мышь»— вспоминал продюсер Дэйв Джерден. В процессе работы бас-гитарист настаивал на добавления песни во второй полноценный альбом группы и конечном итоге его не удовлетворила запись вокала Лейна Стейли и требовал её перезаписать, что привело к конфликту с вокалистом и окончательному отказу членов группы от песни.
Майк Старр позже говорил о песне:
Я написал песню „Fear the Voices“. Мы записали ее, но они не включили ее в альбом, потому что Джерри не имел никакого отношения к написанию музыки. Но позже ее добавили в бокс-сет, и она получила признание на радио.

В примечания к бокс-сету Music Bank Джерри Кантрелл сказал о песне:
Еще одна классная песня из этого демо для фильма Кроу. Если подумать об этом сейчас, то это была плодотворная запись! У нас есть „Would?“ для фильма, часть Sap и мы начали с Dirt, так что она была хорошей песней, но мы как раз достигали вершин нашей мрачности.

## Значение
Песня является антицензурной и ссылается на подписание губернатором штата Вашингтон 20 марта 1992 года Бутом Гарднером законопроекта, предусматривающий тюремный срок для любого, кого поймают за продажей альбома, который судья сочтет «эротическим» для несовершеннолетнего. До подписания, MTV опубликовал номер телефона офиса Гарднера, собрав более 4000 подписей по факсу (в основном против законопроекта). Этот инцидент прямо упоминается в тексте песни:

«Итак, они дали ваш номер по телевизору, мистер Гарднер» / «Испорченное поколение оказывает на тебя давление» / «Ты трус» и «Бойся голосов, которые ты слышишь сегодня» / «Если у тебя все ещё есть выбор, мы взорвем тебя».
Оригинальный текст (англ.)"So they put your number on the television, Mr. Gardner/A messed up generation put the pressure on you/You're a coward," and, "Fear the voices you hear today/If you steal our choices, we'll blow you away."

## Выпуск
«Fear the Voices» была выпущен как сингл в бокс-сет Music Bank в октябре 1999 года. 30 октября 1999 года песня дебютировала на 27-м месте в Hot Mainstream Rock Tracks, а 20 ноября он занял в этом списке 11-е место.
В 1999 году по случаю выпуска сборника Music Bank, Майк Старр попросил местного тележурналиста Джона Брэндона помочь ему снять музыкальный видеоклип на песню, которое было составлено из материалов его частной коллекции состоящие из 25 видеокассет того времени, когда он являлся участником группы. Видео было отправлено представителям лейбла Columbia Records, музыкантам и руководству, но оно так и не увидело свет.

## Участники записи
- Лейн Стейли — ведущий вокал
- Джерри Кантрелл — бэк-вокал, гитара
- Майк Старр — бас-гитара
- Шон Кинни — ударные

## Чарты
| Чарт (1999)                     | Наивысшая позиция |
| ------------------------------- | ----------------- |
| США (Billboard Mainstream Rock) | 11                |

## Примечание
1. ↑  Mark Yarm. Everybody Loves Our Town: An Oral History of Grunge. — Three Rivers Press, 2012-03. — 610 с. — ISBN 978-0-307-46444-6. Архивировано 25 октября 2021 года.
2. 1 2  De Sola, 2010, p. 139.
3. ↑  The 10 Best Alice In Chains Songs (англ.). Stereogum (6 октября 2016). Дата обращения: 25 октября 2021. Архивировано 25 октября 2021 года.
4. ↑  De Sola, 2010, p. 140.
5. ↑  Буклет к сборнику Music Bank (1999)
6. ↑  Consumer Protection United States. Congress. House. Committee on Energy and Commerce. Subcommittee on Commerce. Music lyrics and commerce : hearings before the Subcommittee on Commerce, Comsumer Protection, and Competitiveness of the Committee on Energy and Commerce, House of Representatives, One Hundred Third Congress, second session, February 11 and May 5, 1994. — Washington : U.S. G.P.O. : For sale by the U.S. G.P.O., Supt. of Docs., Congressional Sales Office, 1994. — 168 с.
7. ↑  Alice in Chains. Billboard. Дата обращения: 25 октября 2021. Архивировано 26 октября 2021 года.
8. ↑  De Sola, 2010, p. 239.
9. ↑   "Alice in Chains Chart History (Mainstream Rock)". Billboard.  Дата обращения: 7 ноября 2016.